# Cheb Mami

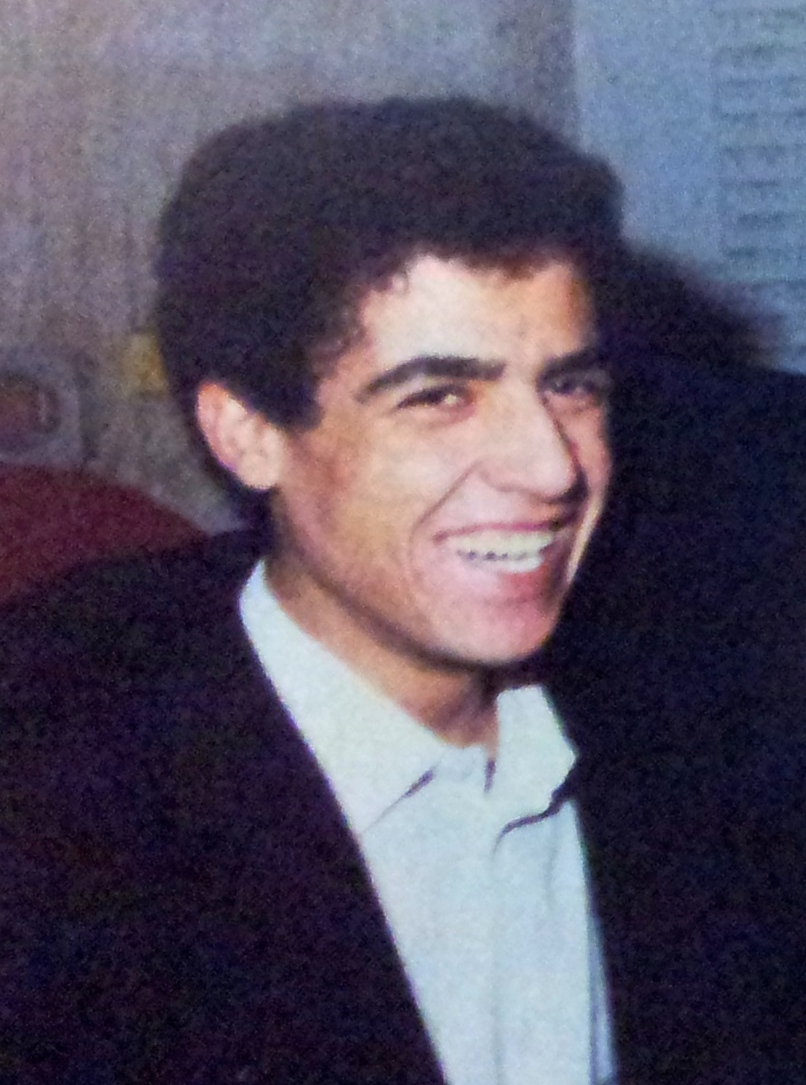
Cheb Mami (1986)

Cheb Mami (Künstlername; arabisch شاب مامي, DMG Šāb Māmī), bürgerlicher Name: Mohamed Kélifati, (محمد خليفاتي Muhammad Chalifati, DMG Muḥammad Ḫalīfātī; * 11. Juli 1966 in Graba-el-Oued, Provinz Saida, Algerien) ist einer der bedeutendsten Raï-Interpreten. Er ist weltweit vor allem durch seine zahlreichen Duette mit internationalen Pop-Stars bekannt geworden (zum Beispiel Desert Rose mit Sting und Cosi’ Celeste mit Zucchero).

## Leben
Cheb Mami arbeitete zunächst als Schweißer in einer Metallfabrik und machte Musik nur an den Wochenenden oder in seiner Freizeit bei religiösen Anlässen. Später schloss er sich der Musikgruppe Al Azhar an, mit der er Auftritte in der Club- und Nachtclubszene absolvierte. Im Jahr 1982 ermutigten ihn seine Bandkollegen an einem Talentwettbewerb im algerischen Fernsehen teilzunehmen, wo er den zweiten Platz belegte. Durch den Wettbewerb war die lokale Plattenfirma Disco Maghreb auf ihn aufmerksam geworden, für die er in den Jahren 1982 bis 1985 etwa zehn Musikkassetten aufnahm, von denen mehrere 100.000 Exemplare produziert und verkauft wurden, ohne dass Mami hierfür angemessen bezahlt wurde.
Im Jahr 1987 wurde Mami in die algerische Armee aufgenommen, wo er zwei Jahre lang als Animator und Künstler in den Militärbasen Dienst tat. Er veröffentlichte ab 1986 weitere Alben beim französischen Label Horizon Music und wechselte 1990 zu Virgin Records/EMI. Den Höhepunkt seiner Karriere erreichte er im Jahr 2000 bei der Zusammenarbeit mit Sting und dem gemeinsam produzierten Song Desert Rose.
Am 3. Juli 2009 wurde der Musiker in Frankreich zu fünf Jahren Gefängnis verurteilt, weil er an einer versuchten Zwangsabtreibung beteiligt war. Ein Gericht in Bobigny sprach den „Prince of Raï“ schuldig, seine schwangere Ex-Freundin bedroht, gefangengehalten und gefoltert zu haben.
Ab dem 23. März 2011 durfte er das Gefängnis unter Auflagen wieder verlassen.

## Auszeichnungen
- 1996: Kora All African Music Awards in der Kategorie Bester Künstler Nordafrika[5]

## Diskografie

### Alben
| Jahr | Titel     | Höchstplatzierung, Gesamtwochen, AuszeichnungChartplatzierungen (Jahr, Titel, Platzierungen, Wochen, Auszeichnungen, Anmerkungen) | Höchstplatzierung, Gesamtwochen, AuszeichnungChartplatzierungen (Jahr, Titel, Platzierungen, Wochen, Auszeichnungen, Anmerkungen) | Höchstplatzierung, Gesamtwochen, AuszeichnungChartplatzierungen (Jahr, Titel, Platzierungen, Wochen, Auszeichnungen, Anmerkungen) | Höchstplatzierung, Gesamtwochen, AuszeichnungChartplatzierungen (Jahr, Titel, Platzierungen, Wochen, Auszeichnungen, Anmerkungen) | Höchstplatzierung, Gesamtwochen, AuszeichnungChartplatzierungen (Jahr, Titel, Platzierungen, Wochen, Auszeichnungen, Anmerkungen) | Höchstplatzierung, Gesamtwochen, AuszeichnungChartplatzierungen (Jahr, Titel, Platzierungen, Wochen, Auszeichnungen, Anmerkungen) | Höchstplatzierung, Gesamtwochen, AuszeichnungChartplatzierungen (Jahr, Titel, Platzierungen, Wochen, Auszeichnungen, Anmerkungen) | Anmerkungen                         |
| Jahr | Titel     | DE | AT | CH | UK | US | FR | BEW | Anmerkungen                         |
| ---- | --------- | --- | --- | --- | --- | --- | --- | --- | ----------------------------------- |
| 1998 | Meli Meli | — | — | — | — | — | FR28 Gold · (20 Wo.)FR | — | Erstveröffentlichung: Februar 1998  |
| 2001 | Dellali   | — | — | — | — | — | FR25 (12 Wo.)FR | — | Erstveröffentlichung: 8. Juni 2001  |
| 2006 | Layali    | — | — | — | — | — | FR136 (3 Wo.)FR | — | Erstveröffentlichung: 11. Juni 2006 |

Weitere Alben
- 1986: Douni El Bladi
- 1989: The prince of the Raï
- 1990: Let me Rai
- 1994: Saïda
- 2001: Lazrag Saani
- 2003: Du Sud au Nord
- 2004: Best of
- 2004: Life au Grand Rex

### Singles als Leadmusiker
| Jahr | Titel Album                        | Höchstplatzierung, Gesamtwochen, AuszeichnungChartplatzierungen (Jahr, Titel, Album, Platzierungen, Wochen, Auszeichnungen, Anmerkungen) | Höchstplatzierung, Gesamtwochen, AuszeichnungChartplatzierungen (Jahr, Titel, Album, Platzierungen, Wochen, Auszeichnungen, Anmerkungen) | Höchstplatzierung, Gesamtwochen, AuszeichnungChartplatzierungen (Jahr, Titel, Album, Platzierungen, Wochen, Auszeichnungen, Anmerkungen) | Höchstplatzierung, Gesamtwochen, AuszeichnungChartplatzierungen (Jahr, Titel, Album, Platzierungen, Wochen, Auszeichnungen, Anmerkungen) | Höchstplatzierung, Gesamtwochen, AuszeichnungChartplatzierungen (Jahr, Titel, Album, Platzierungen, Wochen, Auszeichnungen, Anmerkungen) | Höchstplatzierung, Gesamtwochen, AuszeichnungChartplatzierungen (Jahr, Titel, Album, Platzierungen, Wochen, Auszeichnungen, Anmerkungen) | Höchstplatzierung, Gesamtwochen, AuszeichnungChartplatzierungen (Jahr, Titel, Album, Platzierungen, Wochen, Auszeichnungen, Anmerkungen) | Anmerkungen                                                                                  |
| Jahr | Titel Album                        | DE | AT | CH | UK | US | FR | BEW | Anmerkungen                                                                                  |
| ---- | ---------------------------------- | --- | --- | --- | --- | --- | --- | --- | -------------------------------------------------------------------------------------------- |
| 1998 | Parisien du nord Meli Meli         | — | — | — | — | — | FR5 Gold · (33 Wo.)FR | BEW8 (19 Wo.)BEW | mit K-Mel                                                                                    |
| 1999 | Au pays des merveilles (Azwaw) –   | — | — | — | — | — | FR57 (16 Wo.)FR | — |                                                                                              |
| 2002 | Youm wara youm (Jour après jour) – | — | — | — | — | — | FR42 (13 Wo.)FR | — | mit Samira Said                                                                              |
| 2003 | L’hymne à l’amour –                | — | — | — | — | — | FR50 (12 Wo.)FR | — | Aznavour, Boulay, Eicher, Biolay, Macias, Maurane, Foly, Fontaine, Mami, Leroy, Pagny & Badi |
| 2006 | Non c’sera non (omri omri) Layali  | — | — | — | — | — | FR30 (15 Wo.)FR | — | feat. Diam’s                                                                                 |

### Singles als Gastmusiker
| Jahr | Titel Album                | Höchstplatzierung, Gesamtwochen, AuszeichnungChartplatzierungen (Jahr, Titel, Album, Platzierungen, Wochen, Auszeichnungen, Anmerkungen) | Höchstplatzierung, Gesamtwochen, AuszeichnungChartplatzierungen (Jahr, Titel, Album, Platzierungen, Wochen, Auszeichnungen, Anmerkungen) | Höchstplatzierung, Gesamtwochen, AuszeichnungChartplatzierungen (Jahr, Titel, Album, Platzierungen, Wochen, Auszeichnungen, Anmerkungen) | Höchstplatzierung, Gesamtwochen, AuszeichnungChartplatzierungen (Jahr, Titel, Album, Platzierungen, Wochen, Auszeichnungen, Anmerkungen) | Höchstplatzierung, Gesamtwochen, AuszeichnungChartplatzierungen (Jahr, Titel, Album, Platzierungen, Wochen, Auszeichnungen, Anmerkungen) | Höchstplatzierung, Gesamtwochen, AuszeichnungChartplatzierungen (Jahr, Titel, Album, Platzierungen, Wochen, Auszeichnungen, Anmerkungen) | Höchstplatzierung, Gesamtwochen, AuszeichnungChartplatzierungen (Jahr, Titel, Album, Platzierungen, Wochen, Auszeichnungen, Anmerkungen) | Anmerkungen                                                  |
| Jahr | Titel Album                | DE | AT | CH | UK | US | FR | BEW | Anmerkungen                                                  |
| --- | -------------------------- | --- | --- | --- | --- | --- | --- | --- | ------------------------------------------------------------ |
| 1996 | Fugitif Recidiviste        | — | — | — | — | — | FR30 (14 Wo.)FR | — | Tonton David & Cheb Mami                                     |
| 1999 | Desert Rose Brand New Day  | DE7 Gold · (23 Wo.)DE | AT6 Gold · (22 Wo.)AT | CH3 Gold · (39 Wo.)CH | UK15 (6 Wo.)UK | US17 (26 Wo.)US | FR6 (31 Wo.)FR | BEW7 (19 Wo.)BEW | Erstveröffentlichung: Dezember 1999 Sting feat. Cheb Mami    |
| 2020 | Ça fait des années Vintage | — | — | — | — | — | FR34 Gold · (4 Wo.)FR | — | Erstveröffentlichung: 20. März 2020 Soolking feat. Cheb Mami |
| Folgende Lieder erschienen nicht als Single, wurden aber durch das Album zum Download und Streaming bereitgestellt und konnten somit eine Platzierung erlangen: |                            | | | | | | | |                                                              |
| |                            | | | | | | | |                                                              |
| 2019 | Kounti Lacrim              | — | — | — | — | — | FR94 (1 Wo.)FR | — | Lacrim feat. Cheb Mami                                       |